# Renormierung
Unter Renormierung einer Feldtheorie versteht man die Festlegung einer Energieskala, in Bezug auf welche die Theorie formuliert wird.

## Vermeidung von Divergenzen
Obwohl Renormierung auch bei klassischen Feldtheorien möglich (und sinnvoll) ist, ist sie speziell bei Quantenfeldtheorien unumgänglich, da ansonsten unendliche (divergente) Ausdrücke auftreten.
Die physikalische Ursache dieser Divergenzen besteht darin, dass die Störungsentwicklung einer wechselwirkenden Quantenfeldtheorie eine effektive Theorie ist, die nur innerhalb eines gewissen Energiebereichs gültig ist. Dieser Energiebereich kann zwar sehr groß sein, ist aber auf jeden Fall endlich. Bei der mathematischen Ausarbeitung der Theorie tragen – methodenbedingt – auch Energien außerhalb des Gültigkeitsbereichs bei, die dann unendliche (und dadurch unsinnige) Ergebnisse liefern.
Der mathematische Grund dieser Divergenzen ist, dass die Feldoperatoren Distributionen sind, deren Multiplikation am selben Raumzeitpunkt im Rahmen einer Reihenentwicklung im Allgemeinen nicht definiert ist.

## Regularisierung
Ein wichtiger Zwischenschritt im Zuge der Renormierung ist die Regularisierung. Für die Regularisierung gibt es verschiedene technische Möglichkeiten, z. B. dimensionale Regularisierung oder eine fixe Energie-Skala („harter cut-off“), welche aber physikalisch äquivalent sind. Die Regularisierung schränkt die Theorie auf einen Energiebereich um die Renormierungsskala ein. Strahlungskorrekturen von außerhalb dieses Energiebereichs können durch Redefinition der Parameter der Theorie, z. B. Massen oder Kopplungskonstanten, berücksichtigt werden. Wenn eine endliche Anzahl von redefinierten Parametern ausreicht, bezeichnet man die Theorie als renormierbar. In vier Raumzeit-Dimensionen ist die Massendimension der Lagrangedichte vier. In vier Dimensionen lässt sich allgemein zeigen, dass eine Quantenfeldtheorie nur dann renormierbar ist, wenn die Kopplungskonstanten in den Wechselwirkungstermen keine negative Massendimension haben.

## Begriff Renormierung
Die Wahl der Energieskala ist rein willkürlich, aber obwohl sich für jede Energieskala andere Parameter und andere Strahlungskorrekturen ergeben, sind die physikalischen Vorhersagen identisch. Die Theorie wurde nur auf einen Energiewert normiert, was in der ursprünglichen, nicht-regularisierten Störungsentwicklung noch nicht der Fall gewesen ist.
Insofern ist die Bezeichnung (Re-)Normierung für die Normierung der Theorie und seiner unabhängigen Parameter auf eine Referenzskala, die in der Praxis dem gewählten Energiebereich entspricht, etwas irreführend. In heutiger Sprechweise bedeutet Renormierung vielmehr die betrachtete energieabhängige Variation dieser normierten Parameter im Energiebereich (deutlich) unterhalb der fixen Energieskala der Regularisierung. Diese Energieskala wird im Folgenden weiter erörtert und ist ein entscheidendes Merkmal jeder physikalischen Theorie mit forminvarianten Gesetzen auf verschiedenen Größenskalen.

## Einfluss der Energieskala auf „Konstanten“
Eine der wichtigsten neuen Erkenntnisse im Rahmen der Entwicklung der Renormierungsgruppe besagt, dass einige Naturkonstanten, nämlich die Kopplungskonstanten und die Teilchenmassen, nicht konstant sind, sondern ihre Werte immer in Bezug auf eine bestimmte Energieskala zu verstehen sind. So nimmt z. B. die Elementarladung bei hohen Energien zu. Umgekehrt nimmt die Kopplung der starken Kernkraft bei hohen Energien ab, was als asymptotische Freiheit bezeichnet wird.
Die Kopplungskonstanten werden durch die Renormierung nur auf die gemessenen Werte für die Referenzenergie festgelegt. Viele Bemühungen der modernen theoretischen Physik zielen daher darauf, diese Parameter im Rahmen einer übergeordneten Theorie mit erweitertem Gültigkeitsbereich berechnen bzw. ableiten zu können.

## Weiteres
Die Symmetrien der Lagrangedichte einer Quantenfeldtheorie und die dazugehörigen Ward-Identitäten können dazu führen, dass verschiedene Renormierungskonstanten gleich sind. Das führt dazu, dass bestimmte auftretende Abweichungen sich gegenseitig aufheben und damit die Renormierbarkeit der Theorie gewährleistet wird.
In der axiomatischen Quantenfeldtheorie gibt es mit der kausalen Störungstheorie ebenfalls eine mathematisch wohldefinierte Renormierungsprozedur. Explizite Rechnungen sind in diesem Formalismus jedoch sehr kompliziert durchzuführen, weshalb sie vor allem als mathematische Untermauerung der Renormierungstheorie aufgefasst, aber kaum für Rechnungen herangezogen wird.
Eine störungstheoretische Entwicklung der Einstein-Hilbert-Wirkung der allgemeinen Relativitätstheorie ist mit den bisher (Stand 2015) bekannten Methoden nicht renormierbar. Dies macht es unmöglich, die Gravitation im Rahmen der Quantenfeldtheorie wie die anderen Grundkräfte zu behandeln, und ist ein Grund dafür, dass bisher keine allgemein anerkannte Theorie der Quantengravitation existiert. Allerdings existieren Methoden, die Quantisierung und Renormierung der Gravitation nicht-störungstheoretisch durchzuführen. Dabei wird das o. g. Kriterium der asymptotischen Freiheit durch das schwächere Kriterium der asymptotischen Sicherheit ersetzt.